# Ethel Lake, Alberta
Ethel Lake är en sjö i Kanada.   Den ligger i provinsen Alberta, i den centrala delen av landet, 2 600 km väster om huvudstaden Ottawa. Ethel Lake ligger 538 meter över havet. Arean är 5,4 kvadratkilometer. Den sträcker sig 2,9 kilometer i nord-sydlig riktning, och 2,6 kilometer i öst-västlig riktning.
Omgivningarna runt Ethel Lake är en mosaik av jordbruksmark och naturlig växtlighet. Trakten runt Ethel Lake är nära nog obefolkad, med mindre än två invånare per kvadratkilometer.